# 朝鲜民主主义人民共和国车辆号牌
自1947年起，朝鲜开始为所有车辆颁发车辆号牌。车牌可能借鉴了日本的车牌制度，使用数字前缀来表示特定类型或级别的车辆。

## 车辆登记地代号
| 代号 | 全称     | 汉字 | 罗马化               | 翻译       |
| ---- | -------- | ---- | -------------------- | ---------- |
| 평양 | 평양시   |      | P’yŏngyang Chikhalsi | 平壤直辖市 |
| 라선 | 라선시   |      | Rasŏn T’ŭkpyŏlsi     | 罗先特别市 |
| 평남 | 평안남도 |      | P’yŏng’annamdo       | 平安南道   |
| 평북 | 평안북도 |      | P’yŏng’anbukto       | 平安北道   |
| 자강 | 자강도   |      | Chagangdo            | 慈江道     |
| 황남 | 황해남도 |      | Hwanghaenamdo        | 黄海南道   |
| 황북 | 황해북도 |      | Hwanghaebukto        | 黄海北道   |
| 강원 | 강원도   |      | Kangwŏndo            | 江原道     |
| 함남 | 함경남도 |      | Hamgyŏngnamdo        | 咸镜南道   |
| 함북 | 함경북도 |      | Hamgyŏngbukto        | 咸镜北道   |
| 량강 | 량강도   |      | Ryanggangdo          | 两江道     |
| 남포 | 남포시   |      | Namp'o T’ŭkpyŏlsi    | 南浦特别市 |
| 개성 | 개성시   |      | Kaesŏng T'ŭkpyŏlsi   | 开城特别市 |

## 车牌种类

### 私人
私家车的车牌为橙色，上面有黑色字符。前两位用朝鲜文朝鲜文字表示车辆登记地。其余数字为车辆的实际登记号码。早期的车牌最多包含四位数字。1992年以后发行的车牌最多包含五位数字，并用连字符分隔成两组。
1992年前平壤私人车牌的示例
| 평양 1450 |

现行标准下平安南道私人车牌的示例
| 평남 48-366 |

### 国有
国有车辆的编号格式与现行私家车相同，但首位数字表示车辆类型。出租车与汽车共享2的号段。
| 数字前缀 | 车辆种类       |
| -------- | -------------- |
| 1        | 公共汽车       |
| 2        | 出租车或汽车   |
| 3        | 重型货车       |
| 5        | 救护车或消防车 |
| 6        | 警车或市政车辆 |
| 7        | 摩托车         |

平壤公交车车牌示例
| 평양 15-421 |

咸镜北道发行的国有重型货车牌照示例
| 함북 33-968 |

### 外交
有两种样式的外交车牌，均为蓝底白字，仅是色调不同。车牌的第一个字符为“외”，后面最多可接五位数字，数字之间用连字符隔开。前两位数字表示大使馆。
匈牙利大使馆工作人员车牌牌照（之前的样式）
| 외 07-151 |

印度尼西亚大使获得的车牌牌照（当前样式）
| 외-19 - 01 |

### 军队
朝鲜人民军的普通人员车辆（例如卡车和轿车）的车牌全部由黑底白字数字组成（中间用连字符分隔成两组）。据了解，朝鲜还存在一种与国有车辆相同的新车牌——主要区别在于前缀数字不代表车辆类型。
重型军用车辆（例如运输车和坦克）不发放牌照，而是用白色油漆将标记喷涂或模印在底盘上。
军用车辆有一系列“临时”或“暂定”牌照，用于测试用途。这些牌照的制作方式与国有车辆牌照相同，但中央有一颗红色的五角星，外加两条斜杠。牌照右下角印有“人民军”（인민군）和“测试”（시험）字样。
常规牌照示例
| 5581 – 4218 |

新样式示例
| 평양 53-2621 |

### 无轨电车
无轨电车车牌尺寸会比正常车牌大，车牌采用三位数字。由于无轨电车无法离开其所在的城镇，因此在全国不同地区会出现车牌相同的情况。
无轨电车牌照示例
| 903 |

### 金刚山旅游区
在金刚山旅游区的车辆（特别是公共汽车和小型公共汽车）都配有绿色车牌，车牌上有白色字体，上面用朝鲜语写着意为金刚山的字样，后面跟着四位数字。
金刚山牌照示例
| 금강산 2-426 |

### 红十字会
国际红十字会装有蓝色车牌，车牌上印有朝鲜语拼音缩写“RC”(아르씨)，后跟一个连字符和白色序列
红十字会车牌示例
| 아르씨-12 |

### 联合国
联合国采用黑底白字车牌，各机构采用不同的朝鲜语缩写，后面会跟着连字符与两位数字序列号。
联合国儿童基金会车牌示例
| 유니쎄프-20 |